# Nepenthes pervillei
Nepenthes pervillei is een vleesetende bekerplant uit de familie Nepenthaceae. De soort is endemisch op twee eilanden van de Seychellen: Mahé en Silhouette. Hier groeit hij in moerasachtige gebieden en op granieten rotsgrond. De soort staat op de Rode Lijst van de IUCN geklasseerd als 'kwetsbaar'.
Nepenthes pervillei onderscheidt zich van andere Nepenthes-soorten met een aantal unieke kenmerken. Hij heeft gelijkgevormde boven- en onderbekers, geen kronkel in de rank van de bovenbekers, zwarte ovale zaden en geen kroonbladeren op de mannelijke bloemen.

## Anurosperma
De Britse botanicus Joseph Dalton Hooker publiceerde in 1873 zijn monografie Nepenthaceae. Hierin splitste hij het geslacht Nepenthes in twee ondergeslachten. Nepenthes pervillei plaatste hij op basis van de afwijkende morfologie van de zaden in het monotypische Anurosperma; de overige soorten rekende hij tot Eunepenthes.
... · 
N. alata · 
N. albomarginata · 
N. ampullaria · 
N. argentii · 
N. aristolochioides · 
N. attenboroughii · 
N. bicalcarata · 
N. bokorensis · 
N. bongso · 
N. boschiana · 
N. burkei · 
N. campanulata · 
N. chaniana · 
N. danseri · 
N. deaniana · 
N. densiflora · 
N. diatas · 
N. distillatoria · 
N. edwardsiana · 
N. ephippiata · 
N. gracilis · 
N. gymnamphora · 
N. hirsuta · 
N. inermis · 
N. insignis · 
N. jamban · 
N. khasiana · 
N. lamii · 
N. leyte · 
N. lingulata · 
N. lowii · 
N. macfarlanei · 
N. macrophylla · 
N. madagascariensis · 
N. masoalensis · 
N. maxima · 
N. mirabilis · 
N. monticola · 
N. northiana · 
N. ovata · 
N. peltata · 
N. pervillei · 
N. pitopangii · 
N. rafflesiana · 
N. rajah ·
N. rhombicaulis · 
N. rosea ·
N. sanguinea · 
N. sibuyanensis · 
N. spathulata · 
N. tenax · 
N. tenuis · 
N. veitchii ·
N. ventricosa ·
N. vieillardii ·
N. villosa · 
...